# 김진균
김진균(1937년 11월 20일 ~ 2004년 2월 14일)은 경남 진주시 출신으로 서울대학교 사회학과를 졸업한 뒤 서울대 상대 교수와 사회학과 교수를 역임했다. 진보적 소장학자들과 산업사회연구회를 설립하였으며,민주노총 지도위원, 민주화를 위한 전국교수협의회 공동의장,사회진보연대 대표, 학술단체협의회 공동대표, 4월혁명연구소 소장, 김낙중석방대책위원회 대표 등을 역임한 선구적 사회주의자였다. 동생인 김세균 서울대 정치학과 교수도 진보성향의 학자이다. 2004년 2월 14일 지병인 대장암으로 별세했다. 향년 68세.

## 저 서
- 진보에서 희망을 꿈꾼다 박종철출판, 2003
- 비판과 변동의 사회학 1983
- 근대주체와 식민지 규율 권력 문화과학사, 1997, 공저
- 군신과 현대 사회 문화과학사, 1996, 공저
- 사회과학과 민족현실 1,2 1991, 공저
- 한국사회의 구조와 변동 1,2 1984, 공저